# Yecoraite
La yecoraite è un minerale.